# Cuknštejn
Tvrz Cuknštejn (německy Zuckenstein) je středověké panské sídlo nacházející se poblíž vesnice Světví, na katastrálním území vsi Údolí (čp. 152), součásti města Nové Hrady v okrese České Budějovice. Je chráněna jako kulturní památka, na seznam památek byla pod rejstříkovým číslem 30290/3-145 zapsána před rokem 1988. Jedná se o jednu z nejlépe dochovaných středověkých tvrzí v jižních Čechách.

## Historie

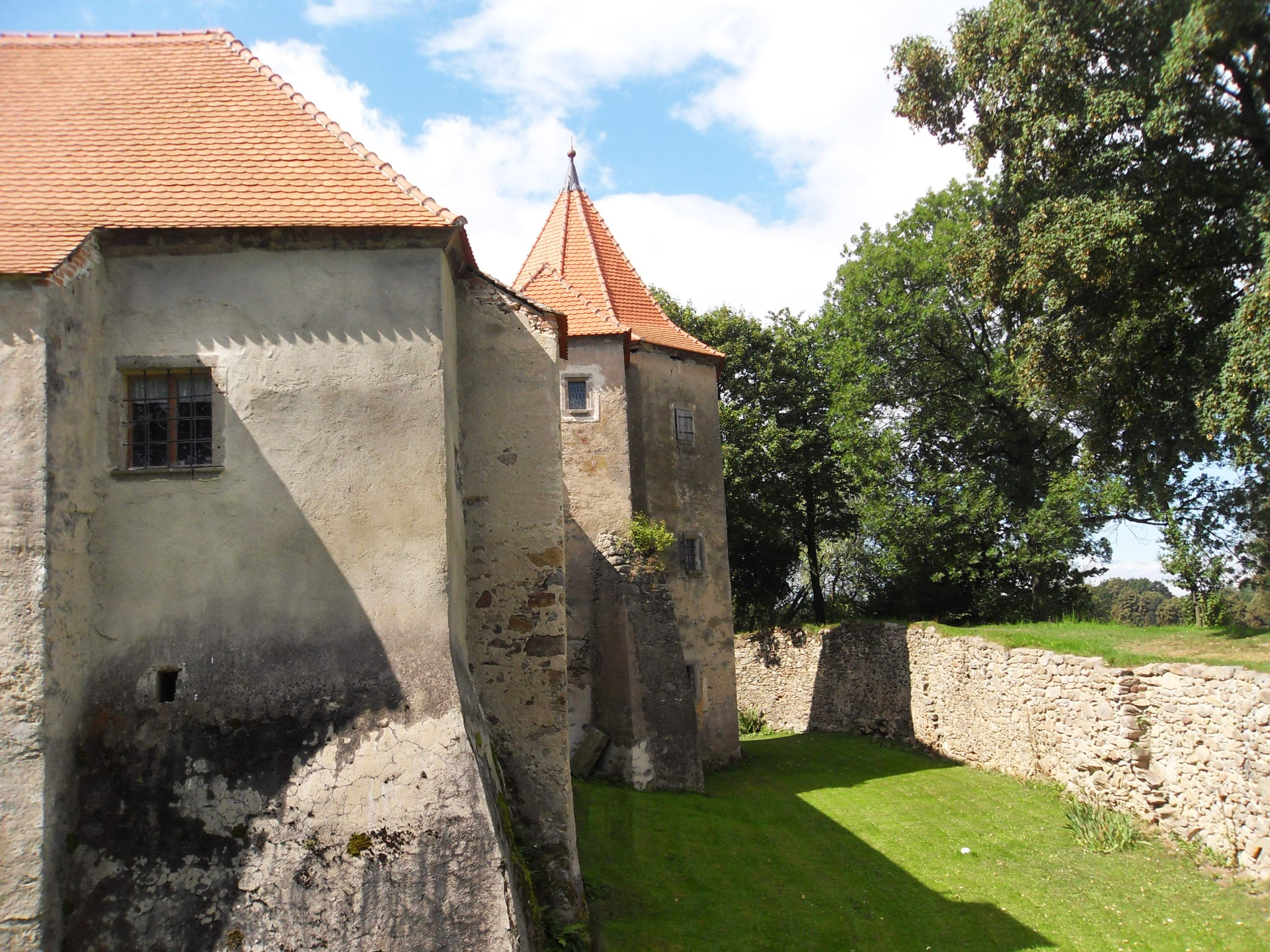
Zadní část Cuknštejna s polygonální věží a vyzděným příkopem

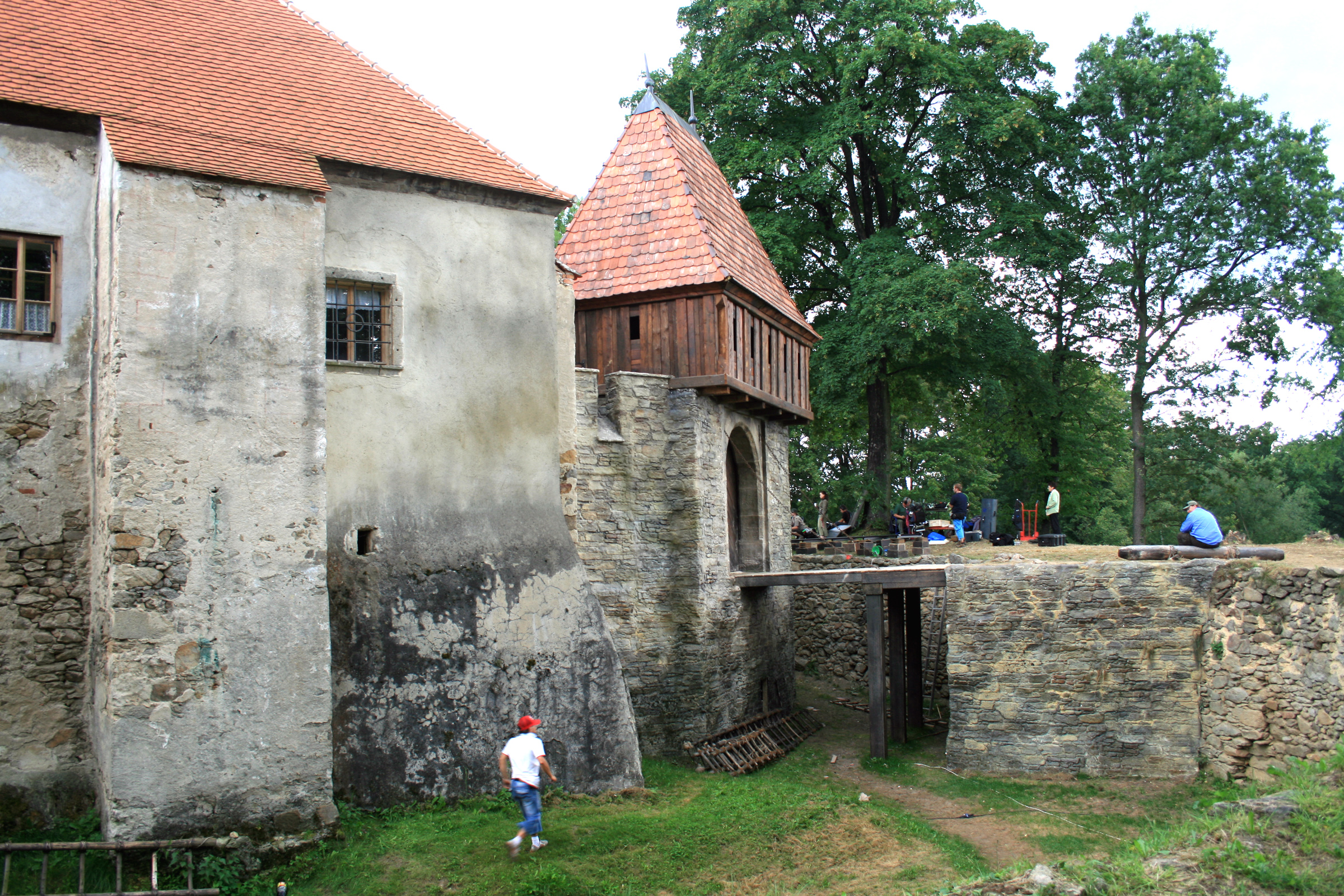
Cuknštejn během natáčení filmu Ať žijí rytíři! s dostavěnou kulisou věže a brány s padacím mostem

Pravděpodobně již ve 14. století se na místě Cuknštejna či v jeho nejbližším okolí nacházelo sídlo vladyků Žestovců ze Světví, neboť v roce 1383 jsou připomínáni Petr a Zachař ze Žestova. Přes Petrova syna Oldřicha se zboží po husitských válkách dostalo do majetku Erazima z Michnic a Janka Žestovce ze Svéboh. Na přelomu 70. a 80. let 15. století celý majetek získal Erazimův syn Vilém Pouzar z Michnic, který mezi lety 1488 a 1491 vystavěl základ současné pozdně gotické tvrze. Pouzarové z Michnic patřili v oblasti k vlivnějším rodům, kromě Cuknštejna drželi v té době též tvrze v Olešnici a Svébohách a několik vesnic a dvorů. Po Vilémově smrti v roce 1496 držel zboží jeho strýc, vysoký zemský úředník Oldřich. Poté, co v roce 1549 zemřel, si majetek rozdělili jeho synové, přičemž Cuknštejn připadl Svojšemu Pouzarovi. Zboží se nadále postupně drobilo, po Svojšeho smrti v roce 1570 se přes Pavla Boubínského z Újezda dostal Cuknštejn do držení Jiříka Káby z Rybňan, který zde seděl až do své smrti roku 1620. Cuknštejn byl za stavovského povstání vypálen císařskými vojsky a spolu s celým novohradským panstvím jej získali Buquoyové, konkrétně hrabě Karel Bonaventura. Buquoyové poté tvrz opravili a využívali již pouze pro ubytování svých zaměstnanců. V roce 1945 byl Cuknštejn Buquoyům zkonfiskován a dostal se do majetku státu.
Na konci 50. let 20. století došlo k úpravám tvrze, kterou vlastnil MěNV České Budějovice, pro potřeby hromadné odborářské rekreace, což vedlo ke zničení či překrytí některých autentických prvků (nové omítky, výmalba, dveře, okna, příčky z heraklitu, podlahy z betonových dlaždic nebo překryté betonem). Kvůli blízkosti uzavřených hranic s Rakouskem ale nebyl Cuknštejn nikdy příliš využíván. V 70. letech 20. století byla Jihočeským muzeem chystána úprava tvrze pro muzejní účely a její zpřístupnění, přednost však dostala tvrz Žumberk. Cuknštejn dál chátral, po sametové revoluci připadl do majetku města Nových Hradů, které však nemělo dost finančních prostředků na opravy všech památek na území města, proto se stav tvrze nijak nezlepšil. Na konci roku 2000 byla prodána do soukromého vlastnictví, stavebnímu inženýrovi Tomáši Pekovi, který ji postupně rekonstruuje. Po předchozí domluvě je Cuknštejn přístupný veřejnosti, tvrz je též využívána pro komerční účely, jako jsou svatby či natáčení filmů (např. roku 2000 pohádka Královský slib a v létě 2008 snímek Ať žijí rytíři!).
Poblíž Cuknštejna existovala na konci 15. století malá stejnojmenná ves. Jako pustá je uváděna v roce 1654, zanikla tedy zřejmě někdy během třicetileté války.

## Stavební vývoj

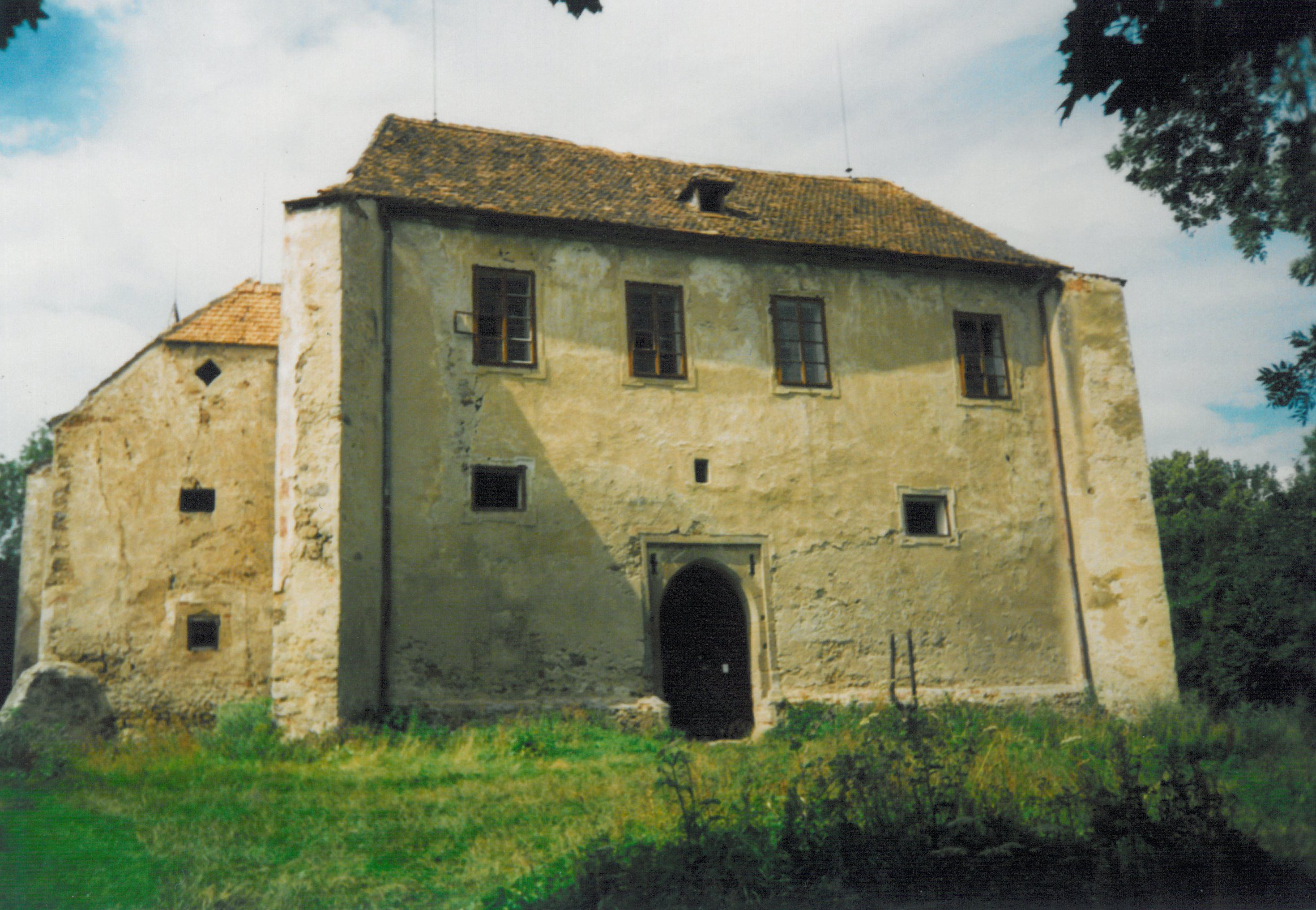
Stav Cuknštejna v roce 2000 před zahájením rekonstrukčních prací

Základ současné pozdně gotické tvrze nechal postavit mezi lety 1488 a 1491 Vilém Pouzar z Michnic. Jednalo se o obě boční křídla tvrze spojené hradbami s předstupující vstupní věží a příkop s valem. Postupně byl Cuknštejn rozšiřován, různé stavební práce probíhaly až do roku 1568. V další etapě vzniklo jižní křídlo s bránou, zřejmě ve 30. letech 16. století severní křídlo, vestavba v severozápadním rohu a severozápadní věž. Na konci 16. století dostala místnost v přízemí jižní části západního křídla renesanční křížovou klenbu. Po roce 1620 již byly prováděny pouze minimální úpravy. Z přelomu 18. a 19. století pochází současné krovy a dřevěné stropy.

## Podoba tvrze
Tvrz Cuknštejn je čtyřkřídlá stavba přibližně obdélníkového půdorysného tvaru, jejíž převážně jednopatrové obvodové budovy různého stáří (nejstarší jsou boční křídla – západní a východní) obklopují malé čtvercové nádvoří. To ze tří stran obíhá kamenná pavlač, která umožňuje přístup do horního podlaží; na ni vedou dvě souměrná schodiště, která se nachází v severním čele nádvoří. Průjezd s bránou a gotickým portálem se nachází ve dvoupatrovém jižním křídle, které bylo postaveno z vnější strany hradby a pohltilo tak původní vstupní věž. V severozápadním nároží je umístěna mladší osmiboká dvoupatrová věž, která jen mírně převyšuje ostatní budovy. Kolem tvrze se nachází vyzděný příkop s valem, na vstupní jižní straně je příkop zasypán.
V západním křídle byla při rekonstrukci v roce 2002 objevena kaple s pozůstatky původních fresek, zachovalo se též několik kamenných sedlových a lomených portálků, okna s přesahujícími parapety a zdobené okno v jižním průčelí západního křídla.